# Derribo del Gazelle del ejército británico de 1990
El 11 de febrero de 1990, una unidad activa de la Brigada del Este de Tyrone del IRA derribó un helicóptero Gazelle del Ejército del Reino Unido (número de registro ZB687) junto a la frontera entre Irlanda del Norte y la República de Irlanda. Tuvo lugar entre Augher en el Condado de Tyrone y Derrygorry en el Condado de Monaghan. El helicóptero fue alcanzado en varias ocasiones por fuego de ametralladora pesada y aterrizó en un campo despejado, hiriendo a tres de los cuatro tripulantes que iban a bordo.

## Antecedentes
Desde comienzos de diciembre de 1989, el ejército británico se encontraba en alerta en y alrededor del condado de Tyrone después de que se conociese la amenaza con bastante fiabilidad de que sería perpetrado un ataque inmidente por miembros del IRA. El 13 de diciembre del mismo año, se produjo un gran ataque cuando un grupo del IRA asaltó un vehículo permanente del punto de control gestionado por miembros del regimiento de Guardia Escocesa Fronteriza del Rey (KOSB) cerca de Derryard, Condado de Fermanagh, a unos pocos metros de la frontera con la República. Dos soldados murieron en un ataque que fue llevado a cabo con el uso de ametralladoras, lanzagranadas y un lanzallamas. Mientras los investigadores británicos se centraron en miembros del IRA del Condado de Monaghan, en la República, ayudados por otros integrantes de Clogher, Condado de Tyrone, el autor Ed Moloney, afirmó que la culpable fue una célula en movimiento formada por voluntarios del IRA de diferentes brigadas, comandada por Michael "Pete" Ryan de la Brigada del Este de Tyrone Michael "Pete" Ryan, quien fue encontrado muerto por un disparo en 1991 en la emboscada de Coagh. LA ejecución de disparos y huida por parte de la célula del IRA fue "profesional" y "calculada", según las fuentes militares británicas.

## Incidente del derribo
El 11 de febrero de 1990, una patrulla de la Guardia Escocesa Fronteriza del Rey fue enviada para investigar una fila sospechosa de vehículos cerca de la frontera con el apoyo de un helicóptero Gazelle carente de armas del escuadrón 656, de los Cuerpos Aéreos del Ejército. La movilización de medios mecánicos fue llevada a cabo como método de distracción por parte de la Brigada de Tyrone Este para evitar que sus tropas cayesen en una emboscada. Como era habitual en las expediciones del KOSB en Irlanda del Norte, los soldados serían escoltados por un helicóptero. La misión principal de los helicópteros fue el de actuar para el transporte aéreo de patrullas a diversas ubicaciones a lo largo del día. Otro papel clave era el rastreo del terreno en busca de potenciales emboscadas enemigas y bloquear al IRA con el despliegue de fuerzas en su ruta de escape. Nunca se ha determinado si estaba planeado el disparo al Gazelle o si el helicóptero se convirtió en un objetivo de oportunidad.
A las 16:30, una testigo local oyó de 50 a 60 disparos de arma, luego ella vio caer el helicóptero en un campo justo al norte de la frontera, cerca de Derrygorry, en la República de Irlanda. El Gazelle, con registro ZB687, fue alcanzado en varias ocasiones y perdió la presión de aceite. La tripulación se vio obligada a caer con el aparato contra el terreno, que se rompió en el impacto. El RUC y el ejército británico acordonaron la zona y se llevó a  cabo una investigación. El informe oficial confirmó que el Gazelle estaba realizando un vuelo de reconocimiento. Tres miembros de la tripulación resultaron heridos en el accidente, uno de ellos el sargento mayor de las KOSB, que sufrió lesiones espinales. Ninguno de los heridos fue alcanzado por proyectil de arma de fuego. Un cuarto miembro de la tripulación salió ileso. El incidente fue cubierto con un reportaje por la cadena de noticias ITN, que mostró los restos del helicóptero siendo inspeccionados por los técnicos del ejército. Los restos fueron custodiados con fuerzas armadas para llevar a cabo más análisis forenses en los días siguientes antes de su retirada del campo.
El IRA provisional reclamó la autoría en una comunicación que refería haber realizado 300 disparos contra la aeronave mediante dos ametralladoras pesadas y tres rifles automáticos. Algunas fuentes especularon que las ametralladoras podían tratarse de DShKs de fabricación Soviética, parte del envío libio al IRA en los ochenta, o tratarse de ametralladoras americanas M60s. El Gazelle fue declarado como irreparable. Fue el primer helicóptero derribado por fuego hostil desde junio de 1988, cuando un Lynx fue derribado en Armagh del Sur.

## Consecuencias
El derribo del Gazelle aumentó el miedo a que el IRA provisional pudiera tener en mente otra acción de gran importancia antes del fin del reconocimiento del KOSB.
Tras este y otros ataques contra las fuerzas fronterizas en 1990, especialmente contra los vehículos de los puntos de control permanente, las tropas fueron equipadas con with ametralladoras Browning .50 y lanzagranadas M203. En 1992, el uso de armas de largo alcance por parte del IRA, como morteros y ametralladoras pesadas, obligó al Ejército británico a construir sus puntos de control fronterizo principales a entre una y cinco millas dentro de Irlanda del Norte para evitar los asaltos perpetrados desde el interior de la República de Irlanda.
Desde 1990 hasta el primer alto al fue del IRA Provisional en 1994, tuvieron lugar varias acciones del IRA con ametralladoras pesadas en las zonas fronterizas de Tyrone y Fermanagh, no muy lejos del lugar donde se estrelló el Gazelle, y en al menos cuatro de ellos se vieron implicados helicópteros del Ejército británico. El 19 de julio de 1991, la tripulación de un Wessex esquivó un misil tierra-aire en Kinawley, en el Condado de Fermanagh. El 15 de marzo de 1992, una célula del IRA Provisional disparó más de mil veces contra dos helicópteros cerca de la frontera en Roslea, en el Condado de Fermanagh. En 1993, dos helicópteros recibieron disparos en situaciones diferentes, uno de ellos el 8 de enero en Kinawley después de un ataque mortal a un puesto avanzado del ejército británico, y otro el 12 de diciembre en Fivemiletown, tras una emboscada donde dos oficiales del RUC procedentes de Clogher fueron asesinados.